# Anoncus simulans
Anoncus simulans là một loài tò vò trong họ Ichneumonidae.